# Beatlefield Productions
Beatlefield Productions ist ein aus Chakuza und DJ Stickle bestehendes Produzententeam.

## Gründung
Beatlefield entstand 2002 durch die Trennung der aus Chakuza, DJ Stickle & MC J bestehenden Crew Verbale Systematik, aufgrund künstlerischer Differenzen. Chakuza und DJ Stickle gründeten daraufhin das Produzenten-Team Beatlefield, welches sich zuerst im österreichischen Raum einen Namen machte.

## Ersguterjunge
Bei einem Konzert des Rappers Bushido übergaben sie ihm nach dessen Auftritt ein Demotape, das mehrere Beats und einen Song enthielt. Da Bushido während der Tour am 3. August 2005 in Linz (Österreich), mit dem Vorwurf der Körperverletzung festgenommen wurde und während des Prozesses Österreich nicht verlassen durfte, wohnte er zeitweise bei Chakuza. Da sich fast zur gleichen Zeit sowohl der Rapper Bass Sultan Hengzt, wie auch die Produzenten DJ Ilan und DJ Devin von Bushidos Label trennten, wurde Bushidos Album Staatsfeind Nr.1 hauptsächlich in Linz von dem österreichischen Produzentenduo produziert.
Seit den Arbeiten an Bushidos Album Staatsfeind Nr.1 und dem Umzug der beiden Produzenten im November 2005 von Linz nach Berlin, sind Beatlefield die Hauptproduzenten des Labels ersguterjunge. Bis auf wenige Ausnahmen wurden alle Alben des Labels von Beatlefield gemixt.
Im November 2010 wurde bekannt, dass Beatlefield Productions den Vertrag mit ersguterjunge nicht verlängerte.

## Produktionen
- 2002: Beats auf HipHop Connection Mixtape
- 2003: Beats auf Verbales Fadenkreuz von Verbale Systematik
- 2003: Beats auf HipHop Connection Mixtape 2
- 2004: Beats auf HipHop Connection Mixtape 3
- 2005: Beats auf That’s Life von Item 7
- 2005: Hoffnung auf Victory Pt.2 von DJ Kitsune
- 2005: Du hast es nicht auf Schattenkrieger von Spax feat. All City Allstars
- 2005: Sieh mich an, Hand im Feuer, Chakuza und Es ist mehr (Freetracks)
- 2005: Beats auf Austria’s Most Blunted von Big J
- 2005: Intro, Der Sandmann, Untergrund, Ab 18, Das Leben ist hart, Hymne der Straße, Staatsfeind Nr. 1, Sieh in meine Augen, Bis wir uns wiedersehen, Mein Leben lang, Der Bösewicht und Outro auf Staatsfeind Nr. 1 von Bushido
- 2005: Electro Ghetto (Remix) auf Electro Ghetto von Bushido
- 2005: H.S. auf Fick immer noch deine Story von Eko Fresh
- 2005: Augenblick (Remix) auf Augenblick von Bushido
- 2006: Intro, Nemesis, S.A.A.D., Der König persönlich, Ihr könnt..., Du bist out, Montana, No Homo, Einzelkampf, Welt in Flammen, Auf der Suche, Weil ich auf dich scheiss, Gute Jungs, Guck dich um, Denn sie wissen nicht, was sie tun, Lichterkette und Outro auf Nemesis von ersguterjunge
- 2006: Intro, Kannst du es fühlen?, Chakuza (Remix), Rückendeckung, Endlich wieder, Bruder, Ich komme, Steh auf, Rede nicht, Ich geh jetzt, Ugly Girl, Sieh mich an (Remix), Highlight, Hör nicht auf, und Outro auf Suchen & Zerstören von Chakuza
- 2006: Intro, Grün Weiss WB, Glaub an dich, Womit hab' ich das verdient?, S Doppel A, Was mir fehlt, !! Wieso !!, Ich halt die Stellung, Unterschätzt und Outro auf Das Leben ist Saad von Saad
- 2006: Gib mir ein Zeichen auf Womit hab ich das verdient? von Saad
- 2006: Darauf kannst du Gift nehmen auf Hart(z) IV von Eko Fresh
- 2006: Mister, Wer? Wann? Wo?, Gefühlsleer, Beschütz mich und Outro auf Seelenblut von D-Bo
- 2006: Intro, Blackout, Regentage, Geschichten schreiben, Herz, Blut, Lunge (Remix), Zu lange, Alles, Hand im Feuer Pt. 2, Feiner Sand, Ganxta Ganxta, Macht was ihr wollt, Kein zurück und Outro auf Blackout von Chakuza und Bizzy Montana
- 2006: Kein Ausweg auf Juice-CD #63 (Various Artists) von Bushido, Chakuza und Bizzy Montana
- 2006: Herz, Blut und Lunge auf Victory Pt. 3 von DJ Kitsune
- 2006: Von der Skyline zum Bordstein zurück (Beatlefield Remix) auf Von der Skyline zum Bordstein zurück von Bushido
- 2006: Sharpshooter und Ich denk an meine Liebsten auf Sonnenbank Flavour von Bushido
- 2006: Intro, Vendetta, V wie Vendetta, Was sein muss, muss sein, Fliegen, Schicht im Schacht, Hustle & Flow, Was ist das?, Was soll das sein?, Outro und Der Bruchteil einer Minute auf Vendetta von ersguterjunge
- 2006: Die frohe Botschaft, Testo und Alle reden drüber auf Ek is back von Eko Fresh feat. G-Style
- 2007: Schlägereimusik auf Geben & Nehmen von Nyze
- 2007: Intro, Wo sind sie jetzt?, Eure Kinder, Salem, Was glaubst du?, Ein verdammter Song und Diese Eine auf City Cobra von Chakuza
- 2007: Sollten alle untergehen (Remix), Alles ist perfekt und Gift auf Sollten alle untergehen von Chakuza
- 2007: Was wollt ihr? von Chakuza (Freetrack)
- 2007: Alles verloren, Zeiten ändern sich, Wo du hier gelandet bist, Reich mir nicht deine Hand, Wahrheit, Stadt der Engel und Leben, dass du nicht kennst auf 7 von Bushido
- 2007: Kaiser und Maskulin auf Sans Souci von D-Bo
- 2007: Keine Entschuldigung auf Das Beste von Bushido
- 2007: Über den Wolken, Eins zu eins, Der, der ich bin, Stärker & größer, Kannst du es sehen?, Was auch immer, New Kid on the Block, Nicht mit euch, Alles Gute kommt von unten, Hör mir zu und Branx Genie auf Alles Gute kommt von unten von ersguterjunge
- 2008: Regen und La Familia auf Saadcore von Saad
- 2008: Alarmsignal auf Juice-CD #86 (Various Artists) von Chakuza
- 2008: Intro, Unter der Sonne, Licht und Schatten, Stahlstadtjunge, E.R., Ich warte, Krieg im Kopf, Outro, Schlag Alarm, Nur wenn ich schlafe und Was dann? auf Unter der Sonne von Chakuza
- 2008: Für das Volk auf Hoffnung von Tarééc
- 2008: Fahrt in die Hölle und Streetfighter Pt. 2 (Remix) auf Kinder des Himmels von Nazar
- 2008: Stunde Null, Kleiner Bruder und Leuchtturm auf Mukke aus der Unterschicht 2 von Bizzy Montana
- 2008: Paragraph 117, 4,3,2,1 Vielen Dank Aggro Berlin, Ching Ching, Kennst du die Stars? und Hass auf Heavy Metal Payback von Bushido
- 2008: Beatlefield Allstars auf Therapie vor dem Album von RAF Camora
- 2008: Beatlefield Allstars Pt. 2 von Chakuza, RAF Camora, Pireli, D-Bo, Bizzy Montana und Sonnik Boom (Freetrack)
- 2009: Fliegen?, Illusion? und Lüge!!! auf Die Lüge der Freiheit von D-Bo
- 2009: Wer bist du? auf Paradox von Nazar
- 2009: Intro und Wir sind Helden auf Mukke aus der Unterschicht 3 von Bizzy Montana
- 2009: Nächster Stopp Zukunft auf Nächster Stopp Zukunft von RAF Camora
- 2009: L'Attitude auf La Connexion (Various Artists) von Laas Unltd. und Kahuser
- 2009: Jungle Drum (Remix) von Chakuza (Freetrack)
- 2010: Weg eines Kriegers auf Zeiten ändern dich von Bushido
- 2010: Ikarus, Das allerletzte Mal und Halt deine Fresse (Freetracks)
- 2010: BF Anthem auf Juice-CD #106 (Various Artists) von Chakuza
- 2010: Blind stumm abgefucked, Asozial & Fame, Ich hör sie reden, Welt auf meinen Schultern, Monster, Cowboy, Wunderland, E-Mail für dich, Alles zu spät, Gold und silber, Schwarzer Mann und Outro auf Monster in mir von Chakuza
- 2010: Wild Wild West auf Artkore von RAF Camora und Nazar
- 2010: Was soll das heißen? und Stolz auf dich auf Das Manhattan-Projekt von Marc Reis
- 2010: Wie die Zeit so schnell vergeht auf Eine Maschine von David Asphalt
- 2010: Sorry, Teufelsgitarre, In Richtung All, Ich wünsche, Aber nix, Monster (Remix), Robocop tanzt, Proletenwunder, Denk nicht nach, Hier und da, Egal, Bei uns beiden, Hellboy, Winterstürme, Wixxa und Outro auf Suchen & Zerstören II von Chakuza
- 2010: 3-2-1 auf Adventskalender EP #2 (Various Artists) von Marc Reis
- 2011: Licht am Horizont und Ready or not auf Das Pegasus-Projekt von Marc Reis
- 2011: Sundown auf Hip-Hop lebt Vol. 1 (Various Artists) von Chakuza und Marc Sloan
- 2011: Zeit für mich, Heimat und Ende auf Monolog von Marc Reis
- 2011: Salem II auf Salem II von Chakuza
- 2011: Ende Gelände und Rückenwind auf Ein Hauch von Gift von Bizzy Montana
- 2011: Intro, BlaBla, Scherben, Zieh den Kopf ein und Alle auf Lost Tapes von Chakuza
- 2011: Ich brauch Licht auf Mixtape Pt. 1 von Nyze
- 2013: Traurig aber wahr & Zwischen Raum und Zeit auf Blockplatin von Haftbefehl